# Franz Mauve
Franz Mauve, né le 11 novembre 1864 à Kattowitz et mort le 12 décembre 1931 à Berlin-Grunewald, est un officier de marine de l'Empire allemand qui termina sa carrière en tant que vice-amiral.

## Biographie
Franz Mauve est officier d'état-major marine impériale allemande à partir de septembre 1903, et de décembre 1905 à avril 1908, il sert à l'état-major de l'amirauté.
Il est nommé, le 4 avril 1908, commandant de bord du bateau-école, le croiseur, SMS Victoria Louise qui est encore en service. Il fait sa première croisière à l'étranger en juillet suivant et, parce que le navire participe à une démonstration de dirigeables, il y a une commission scientifique à bord. Le navire atteint au-dessus de Madère et Tenerife la région des vents calmes, où la démonstration a lieu et où un ballon est lancé du Victoria Louise atteignant le record de hauteur de 21 800 mètres. La commission quitte le bateau le 5 août qui poursuit sa route en Méditerranée. Il participe alors avec le SMS Hertha à une opération de sauvetage au large de Messine, en janvier 1909, détruite par un tremblement de terre. Le navire retourne à Kiel en mars.
Le navire fait une nouvelle croisière à l'été 1909 avec la dernière promotion de cadets d'abord en mer Baltique, puis à l'étranger. Il va aux Açores et met le cap sur Newport aux États-Unis, bientôt rejoint par le Hertha et les croiseurs SMS Bremen et SMS Dresden. les quatre bâtiments participent à New York aux festivités du Hudson-Fulton du 26 septembre au 9 octobre. Le représentant officiel de la marine allemande, le grand-amiral Hans von Koester se trouve à bord du SMS Victoria Louise. L'on fête le tricentenaire de la découverte du Hudson et de l'inauguration de la ligne New York-Albany par Robert Fulton un peu plus d'un siècle auparavant par le Clermont. Le navire est de retour à Kiel, le 10 mars 1910.
Le capitän zur See Mauve retrouve l'état-major de l'amirauté en avril 1910, puis il est commandant du SMS Pommern, d'octobre 1911 à  septembre 1913, ensuite de quoi il est nommé amiral en second de la deuxième escadre.

## Première Guerre mondiale
Franz Mauve devient chef de la deuxième escadre en août 1915. Il participe à la bataille du Jutland, les 31 mai et 1er juin 1916. Le vice-amiral Scheer, chef de la Hochseeflotte et ancien chef de cette escadre se trouve dans cette escadre, et décide de ne pas sacrifier les vieux navires, aussi ceux-ci participent-ils peu à la bataille, mais le Pommern est bientôt visé par un navire britannique et sombre avec tout son équipage. Huit-cents marins perdent la vie, représentant un tiers des pertes allemandes de cette bataille. Le SMS Hannover, de la même classe et navire-amiral, participe aussi à la bataille.
Le vice-amiral Mauve quitte son poste à la deuxième escadre en novembre 1916 et prend la tête de la quatrième escadre en Baltique. Il est mis à disposition, le 23 septembre 1917.
Il est enterré au cimetière de Stahnsdorf à Berlin, le Südwestkirchhof.